# Montecarlo (Misiones)
Pour les articles homonymes, voir Montecarlo.
Ne doit pas être confondu avec Monte-Carlo.
Montecarlo est une ville d'Argentine ainsi que le chef-lieu du département de Montecarlo de la province de Misiones.
La ville se trouve sur la rive gauche du río Paraná et sur la route nationale 12, à 177 km de Posadas, capitale de la province.

## Population
La ville comptait 16 300 habitants en 2001, ce qui représentait une hausse de 31,3 % par rapport à 1991.